# Blurry
Blurry is een nummer van de Amerikaanse postgrungeband Puddle of Mudd uit 2002. Het is de tweede single van hun debuutalbum Come Clean.

## Achtergrondinformatie
"Blurry" beschrijft de persoonlijke worstelingen van zanger Wes Scantlin, vooral als het gaat om zijn moeilijkheden als ouder. Scantlin verhuisde naar Los Angeles om daar zijn carrière op te bouwen, maar hij kende daar niemand en mistte zijn familie en zijn zoon. Het nummer is een herbewerking van een eerder nummer genaamd "Electron Moon", dat Scantlin samen met gitarist Jimmy Allen schreef. Scantlin veranderde de tekst terwijl hij de melodie grotendeels hetzelfde liet. Hij gaf uiteindelijk de naam "Blurry" aan het nummer.
Het nummer werd in een aantal landen een hit. Zo bereikte het de 5e positie in de Amerikaanse Billboard Hot 100. In Nederland had de plaat minder succes; daar bereikte het de 15e positie in de Tipparade.

## Tracklijst
- Cd-single

1. "Blurry" - 5:06
2. "All I Ask For" - 4:44
3. "Nobody Told Me" - 5:21